# Tom and Jerry in War of the Whiskers
Tom and Jerry in War of the Whiskers es un videojuego desarrollado por VIS Entertainment, publicado por NewKidCo para PlayStation 2, GameCube, y Xbox. Es la secuela para el videojuego de lucha 3D de dibujos animados Tom and Jerry in Fists of Furry para Nintendo 64 y Microsoft Windows. Permite a 4 jugadores jugar simultáneamente. Es el único juego NewKidCo y el único juego de Tom y Jerry lanzado para todas las edades a partir de los 13 años. La versión de PlayStation 2 salió en todas las regiones principales, y las versiones de GameCube y Xbox solo fueron lanzadas en Norteamérica. El juego recibió opiniones mixtas por la crítica, con puntuaciones Metacritic de 63/100, 64/100, y 50/100 en PlayStation 2, GameCube, y Xbox, respectivamente.

## Jugabilidad
War of the Whiskers es un videojuego de lucha en un estadio cubierto. El objetivo es derrotar a un oponente en una cantidad determinada de tiempo y rondas. Hay tres tipos de modos de juego. El primer es el modo Desafío, donde los oponentes son enemigos del personaje escogido de los clásicos dibujos animados Tom y Jerry. El jefe final puede ser Monster Jerry, una versión mutada más grande y terrorífica de Jerry, o  Robot Cat, una de las creaciones de Tom. Otro modo es Versus, donde se lleva a cabo una básica pelea uno a uno. El último es Tag Battle, donde un jugador se enfrenta solo o con un amigo a dos enemigos.
Los cuatro modos de juego son un solo jugador, versus, tag team, and team play. Se pueden desbloquear nuevos personajes al ganar al ordenador. Los personajes incluyen a Tom, Jerry, Butch, Spike, Tyke, Robot Cat, Eagle, Lion, Nibbles, Monster Jerry, y Duckling, que usan más de 75 armas para derrotarse entre sí. Los disfraces también pueden ser desbloqueados, permitiendo que personajes específicos tengan más atuendos. Doce entornos destructibles incluyen una cocina, playa, invierno nevado, crucero, basurero, construcción inestable, mercado italiano, casa encantada, laboratorio de científico loco, pueblo del oeste, castillo, infierno y cancha de boxeo.

## Desarrollo
Tom y Jerry en la Guerra de los Bigotes fue desarrollado por VIS Entertainment. Fue publicado por NewKidCo en Norteamérica y por Ubisoft Entertainment en Europa. Es una secuela de  Tom y Jerry en Puños de Peludo. El juego estaba originalmente programado para el primer trimestre de 2002, pero se retrasó hasta el tercer trimestre del mismo año. Fue lanzado por primera vez por PlayStation 2 el 22 de octubre de 2002 en Norteamérica, con los posteriores lanzamientos de PlayStation en otras regiones. También fue lanzado en GameCube y Xbox únicamente en Norteamérica el 25 de noviembre de 2003.
Todas las voces fueron proporcionadas por Alan Marriott (Jerry, Tyke, Lion, Nibbles, y Duckling) y Marc Silk (Tom, Butch, Spike, Eagle, Robot Cat, y Monster Jerry).

## Recepción
Tom y Jerry en la Guerra de los Bigotes recibió opiniones de "mixta o promedio" en todas las plataformas, de acuerdo al agregador de reseña Metacritic.
En Japón, donde la versión de la PlayStation 2 fue adaptada y publicada por Success el 29 de enero de 2004,[cita requerida] Famitsu le dio una puntuación de dos doses, un cinco, un cuatro, por un total de 21 sobre 40.